# W cieniu wroga
W cieniu wroga (ang. Resistance) – brytyjsko-niemiecki film wojenny z gatunku thriller z 2011 roku w reżyserii Amita Gupta. Wyprodukowana przez wytwórnię Metrodome Distribution.
Premiera filmu miała miejsce 16 września 2011 podczas Festiwalu Filmowego w Cambridge. Dwa miesiące później film odbył się 25 listopada 2011 w Wielkiej Brytanii.

## Opis fabuły
Akcja filmu rozgrywa się w 1944 roku. Naziści okupują Wyspy Brytyjskie. Pewnego dnia mieszkanki odcięte od świata walijskiej wioski odkrywają, że ich mężowie zniknęli. Niebawem do wioski przybywają niemieccy żołnierze. Sarah (Andrea Riseborough), stopniowo zaprzyjaźnia się z oficerem Albrechtem (Tom Wlaschiha).

## Produkcja
Zdjęcia do filmu kręcono w Rowlestone (hrabstwo Herefordshire w Anglii) oraz w hrabstwie Monmouthshire w Walii.

## Obsada
- Tom Wlaschiha jako Albrecht
- Andrea Riseborough jako Sarah
- Michael Sheen jako Tommy Atkins
- Iwan Rheon jako George
- Kimberley Nixon jako Bethan
- Stanisław Janewski jako Bernhardt
- Anatole Taubman jako Sebald
- Alexander Dreymon jako Steiner
- Sharon Morgan jako Maggie
- Tomos Eames jako Tom Lewis
- Mossie Smith jako Ruth
- Nia Gwynne jako Sian
- George Taylor jako Gernot[3]

i inni.